# Victor Pickard

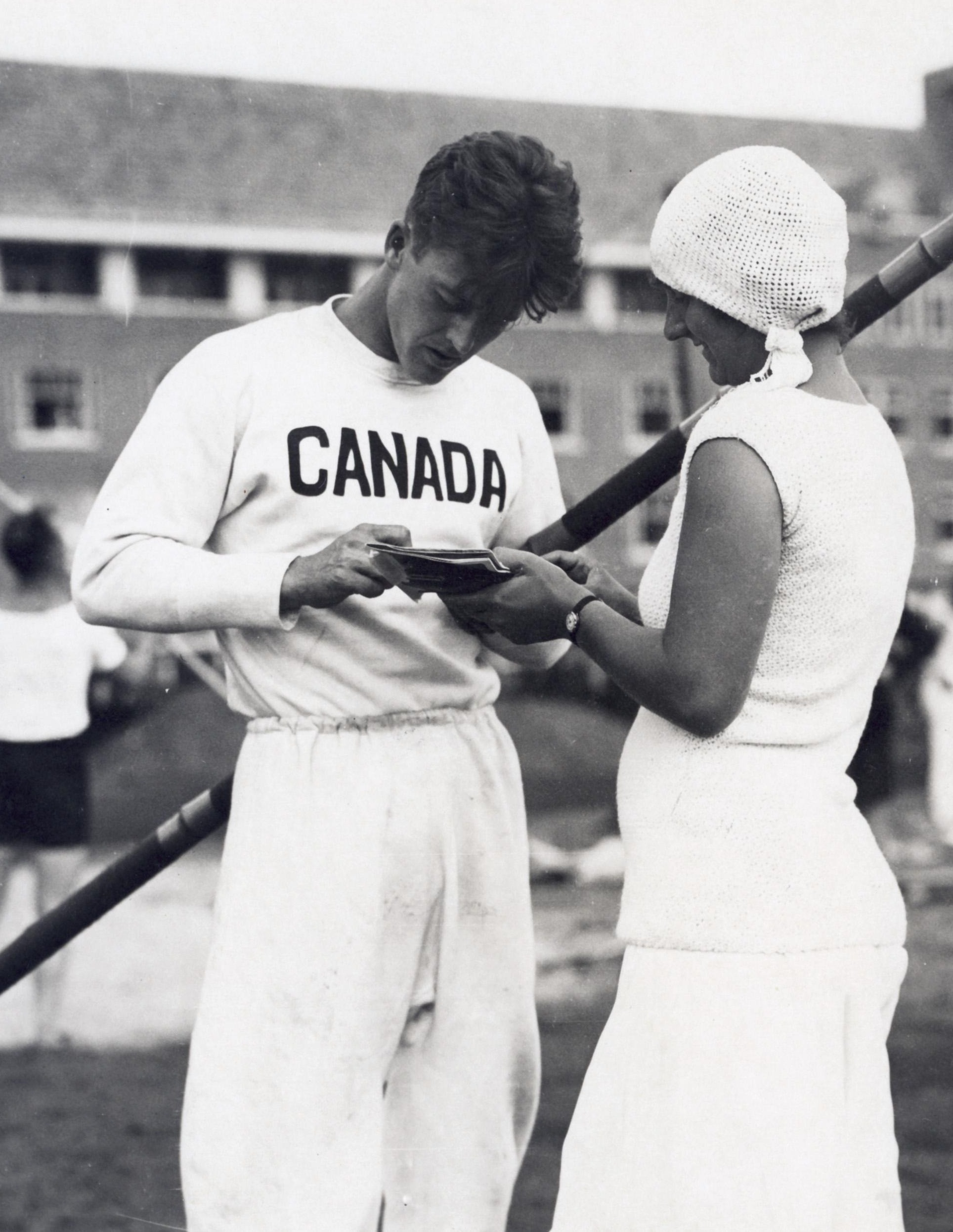
Victor Pickard 1928

Victor Pickard (Victor Willoughby „Vic“ Pickard; * 23. Oktober 1903 in Hamilton; † 11. Januar 2001 in Miami, Vereinigte Staaten) war ein kanadischer Stabhochspringer und Speerwerfer.
Bei den Olympischen Spielen 1924 in Paris wurde er Fünfter im Stabhochsprung mit 3,80 m und schied im Speerwurf in der Qualifikation aus. 
Vier Jahre später unterlag er beim Stabhochsprung der Olympischen Spiele 1928 in Amsterdam im Stechen um die Bronzemedaille dem US-Amerikaner Charles McGinnis und wurde Vierter mit 3,95 m. Im Jahr darauf stellte er am 18. Februar bei einem Hallenwettbewerb in New York City mit 4,21 m seine persönliche Bestleistung auf. Bei den British Empire Games 1930 in Hamilton gewann er die Goldmedaille im  Stabhochsprung.
Fünfmal wurde er kanadischer Meister im Stabhochsprung (1923, 1926, 1928–1930) und zweimal im Speerwurf (1924, 1926).